# Magyar szabad művészek

Libre art logó

A magyar szabad művészek azok a magyar művészek, aki munkásságuk legalább egy alkotását (vers, kép, zenemű, előadás, vagy azokról készült felvétel, egyebek) szabad engedéllyel hozzáférhetően a kulturális örökség részévé tették. A szerző egyértelmű rendelkezése hiányában (például GPL, CC-BY-SA vagy egyéb licencmegjelölés elhelyezése) a kulturális alkotások a jelen nemzetközi copyright-egyezmények értelmében a szerző halála+70 (egyes esetekben már 95) év után válhatnának csupán közkinccsé, mind a mellett a szerzőknek valamely szabad licencmegjelölés egyszerű elhelyezésével lehetőségük van arra, hogy a rájuk, mint "eredeti szerzők" való hivatkozással az így megjelölt művük már alkotóidejük alatt a kulturális örökség hozzáférhető részévé váljon, jellemzően alkotóknak, szerzőknek, de a megfelelő feltételek esetén előadóknak is lehetősége van erre.

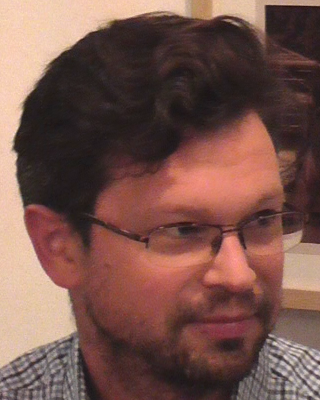
Oravecz Péter

## Források

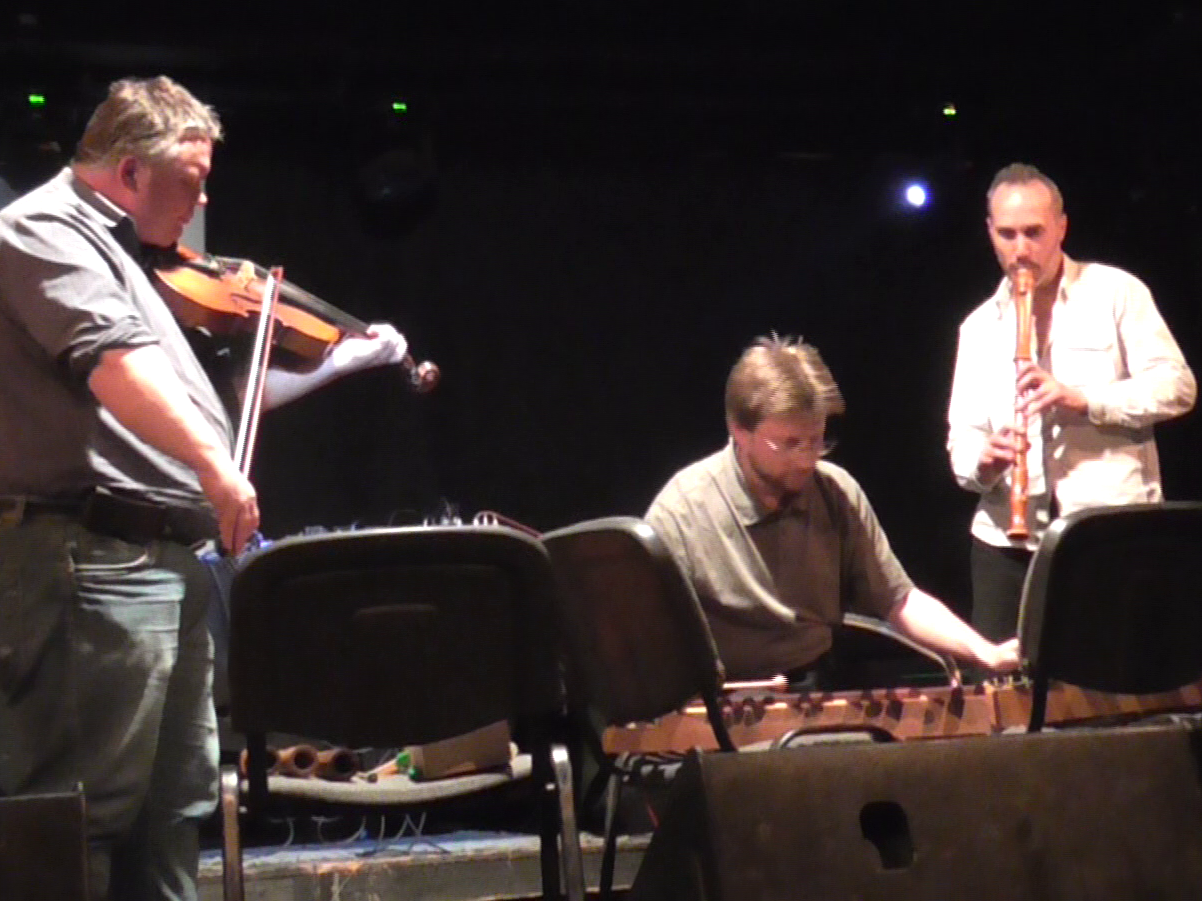
A 434cam alapítói Sőrés Zsolt 'Ahad'-dal

## Magyar szabad írók, költők
- Fajcsák Henrietta
- Rapai Ágnes
- Sütő Tamás
- Oravecz Péter
- Szervác József

## Magyar szabad vizuális művészek

### Festők, grafikusok
- Bakacsi Lajos
- Balogh Csaba
- Balogh Tibor
- Baloghy György
- Bodor Lilla
- Fajó János
- Juhász Tibor
- Klimó Károly
- Kókay Szabolcs
- Mengyán András
- Annamanna Orsós
- Sin Oliver
- Szlávics Alexa
- Tuzson-Berczeli Péter
- Vári Zsolt
- Vári Zsófia
- Zsoldos Márton

### Film, videó és fotóművészek
- Bartóki-Göncy Nóra
- Dankaházi Lóránt
- Fekete Attila
- Györfi Rita
- Kémenes Bernadette
- Szilágyi Lenke

### Színház, tánc, táncszínház
- Cserje Zsuzsa
- Fogarasi Gergely
- Galkó Balázs
- Gangaray Dance Company
- SAPP
- Szamosi Judit
- Szenteczki Zita
- Varga Krisztina

## Magyar szabad zeneszerzők
- Megyeri Krisztina
- Rieth József
- Simor Veronika
- Szervác Attila